# فصل منطقي

مخطط فن لـ

في المنطق، الفصل المنطقي أو «أو المنطقي» هو رابطة منطقية تُدوَّن عادةً بـ {\displaystyle \lor } وتُقرأ بصوت عالٍ على أنه "أو". على سبيل المثال، يمكن تمثيل الجملة العربية "الجو مشمس أو دافئ" في المنطق باستخدام الصيغة المنفصلة {\displaystyle S\lor W} ، بافتراض أن {\displaystyle S} اختصارًا لـ "الجو مشمس" و {\displaystyle W} اختصارًا لـ "الجو دافئ".
في المنطق الكلاسيكي [الإنجليزية]، يُعطى للفصل دلالات دالّيّة صوابيّة [الإنجليزية] وفقًا لصيغة {\displaystyle \phi \lor \psi } صائبة ما لم يكن كل من {\displaystyle \phi } و{\displaystyle \psi } باطلين. ولأن هذه الدلالة تسمح بأن تكون الصيغة الفصلية صائبة عندما يكون كلا مفصوليها صائبين، فهي تفسير "احتوائي" للفصل، على عكس الفصل الإقصائي. غالبًا ما تُقدَّم المُعالَجات النظرية البرهانية التقليدية من حيث القواعد مثل إدخال الفصل [الإنجليزية] وحذفه [الإنجليزية]. وقد حظي الفصل أيضًا بالعديد من المعالجات غير الكلاسيكية [الإنجليزية]، مدفوعة بمسائل بما في ذلك حجة معركة البحر [الإنجليزية] لأرسطو، ومبدأ عدم اليقين لهايزنبيرغ، فضلاً عن العديد من عدم التطابق بين الفصل الكلاسيكي وأقرب ما يعادله في اللغات الطبيعية.
يسمى العنصر الذي أثَّر فيه الفصل بالمفصول.

## الفصل الاحتوائي والفصل الإقصائي
نظرًا لأن أو المنطقي تعني أن صيغة الفصل تكون صائبة عندما يكون أحد جزأيها أو كلاهما صائبًا، يُشار إليها باسم "الفصل الاحتوائي". وهذا على النقيض من الانفصال الإقصائي الذي يكون صائبًا عندما تكون إحدى العُمَد صائبًا، ولكن ليس كليهما (يشار إليها بـ"أو الإقصائي" أو XOR).
عندما يكون من الضروري توضيح ما إذا كان "أو" احتوائيًا أم إقصائيًا، يستخدم المتحدثون باللغة العربية أحيانًا عبارة "و/أو [الإنجليزية]"، و"and/or" للمتحدثين بالإنجليزية. من الناحية المنطقية، هذه العبارة مطابقة لعبارة "أو"، ولكنها تجعل احتواء كليهما صائبًا صريحًا.

## التدوين
في المنطق والمجالات ذات الصلة، يُدوَّن عادةً الفصل باستخدام المؤثر الداخل {\displaystyle \lor } (الترميز الموحد U+2228 ∨ LOGICAL OR). تشمل التدوينات البديلة {\displaystyle +}، وتستخدم أساسًا في الإلكترونيات، وكذلك {\displaystyle \vert } و{\displaystyle \vert \!\vert } في العديد من لغات البرمجة. كما يُستخدم الحرف العربي "أو" في بعض الأحيان أيضًا. في التدوين البادئي للمنطق [الإنجليزية] لِيان ووكاشيفيتش للمنطق، يُرمَز للمؤثر بـ {\displaystyle A}، وهو اختصار لكلمة alternatywa البولندية الذي يعني "بديل".
في الرياضيات، يمكن الإشارة إلى فصل عدد عشوائي من العناصر {\displaystyle a_{1},\ldots ,a_{n}} على شكل عملية اثنانية متكررة [الإنجليزية] باستخدام ⋁ كبير (الترميز الموحد U+22C1 ⋁ N-ARY LOGICAL OR):
{\displaystyle \bigvee _{i=1}^{n}a_{i}=a_{1}\lor a_{2}\lor \ldots a_{n-1}\lor a_{n}}

## الفصل الكلاسيكي

### الدلاليات
يعتبر الفصل الكلاسيكي في دلاليات المنطق [الإنجليزية] عملية دالّيّة صوابيّة [الإنجليزية] تُعيد قيمة الصواب "صائبة" ما لم تكن كلتا عُمْدَتَيْهَا باطلين. ويعطى مدخلها الدلالي معياريًا على النحو التالي:
{\displaystyle \models \phi \lor \psi }  إذا كان  {\displaystyle \models \phi }  أو  {\displaystyle \models \psi }  أو  كلاهما
تتوافق هذه الدلالة مع جدول الصواب التالي:
| {\displaystyle A\lor B} | {\displaystyle B} | {\displaystyle A} |
| ----------------------- | ----------------- | ----------------- |
| F                       | F                 | F                 |
| T                       | T                 | F                 |
| T                       | F                 | T                 |
| T                       | T                 | T                 |

### التعريف بمؤثرات أخرى
في أنظمة المنطق الكلاسيكي التي لا يكون فيها الفصل المنطقي أصليًا، يمكن تعريفه بدلالة "و" الأصلي ({\displaystyle \land }) و"ليس" ({\displaystyle \lnot }) كما يلي:
{\displaystyle A\lor B=\neg ((\neg A)\land (\neg B))} .
يمكن تعريفه بدلًا من ذلك بدلالة "يقتضي" ({\displaystyle \to }) و"ليس":
{\displaystyle A\lor B=(\lnot A)\to B} .
ويمكن التحقق من هذا الأخير من خلال جدول الصواب التالي:
| {\displaystyle A\lor B} | {\displaystyle \neg A\rightarrow B} | {\displaystyle \neg A} | {\displaystyle B} | {\displaystyle A} |
| ----------------------- | ----------------------------------- | ---------------------- | ----------------- | ----------------- |
| F                       | F                                   | T                      | F                 | F                 |
| T                       | T                                   | T                      | T                 | F                 |
| T                       | T                                   | F                      | F                 | T                 |
| T                       | T                                   | F                      | T                 | T                 |

يمكن أيضًا تعريفه بدلالة {\displaystyle \to } فقط:
{\displaystyle A\lor B=(A\to B)\to B} .
يمكن التحقق من ذلك من خلال جدول الصواب التالي:
| {\displaystyle A\lor B} | {\displaystyle (A\rightarrow B)\rightarrow B} | {\displaystyle A\rightarrow B} | {\displaystyle B} | {\displaystyle A} |
| ----------------------- | --------------------------------------------- | ------------------------------ | ----------------- | ----------------- |
| F                       | F                                             | T                              | F                 | F                 |
| T                       | T                                             | T                              | T                 | F                 |
| T                       | T                                             | F                              | F                 | T                 |
| T                       | T                                             | T                              | T                 | T                 |

### الخصائص
تنطبق الخصائص التالية على الفصل:
- التجميعية: {\displaystyle a\lor (b\lor c)\equiv (a\lor b)\lor c}[8]
- التبديلية: {\displaystyle a\lor b\equiv b\lor a}
- التوزيعية: {\displaystyle (a\land (b\lor c))\equiv ((a\land b)\lor (a\land c))}

{\displaystyle (a\lor (b\land c))\equiv ((a\lor b)\land (a\lor c))}
{\displaystyle (a\lor (b\lor c))\equiv ((a\lor b)\lor (a\lor c))}
{\displaystyle (a\lor (b\equiv c))\equiv ((a\lor b)\equiv (a\lor c))}
- الجُمُود: {\displaystyle a\lor a\equiv a}
- الرتابة: {\displaystyle (a\rightarrow b)\rightarrow ((c\lor a)\rightarrow (c\lor b))}

{\displaystyle (a\rightarrow b)\rightarrow ((a\lor c)\rightarrow (b\lor c))}
- الحفاظ على الصواب: التفسير الذي تُسنَد بموجبه قيمة صواب "صائبة" إلى جميع المتغيرات، ينتج عنه قيمة صواب بـ"صائبة" نتيجةً للفصل.
- الحفاظ على البُطلان: التفسير الذي تُسنَد بموجبه قيمة صواب "باطلة" إلى جميع المتغيرات، ينتج عنه قيمة صواب "باطلة" نتيجةً للفصل.